# 劉俊 (天順元年進士)
劉俊（1425年—？），字朝用，河南衛輝府新鄉縣人，明朝政治人物。同進士出身。

## 生平
景泰元年（1450年）舉庚午科河南鄉試第九十三名。天順元年（1457年）中式丁丑科會試第二百八十五名，殿試登進士第三甲第三十三名。

## 家族
曾祖父劉誠。祖父劉通。父亲劉曄，曾任南京戶部司務。